# Anthony Millar
Anthony G. Millar (24 septembre 1934 - 23 janvier 1993) est un homme politique irlandais du Fianna Fáil.

## Biographie
Millar est né à Ballydangan, dans le comté de Roscommon, de Patrick Millar et Mary Beegan. Un frère de sa grand-mère paternelle est Michael Reddy, député du Parti parlementaire irlandais de Birr de 1900 à 1918.
Il est élu pour la première fois au Dáil Éireann (chambre basse du parlement) en tant que Teachta Dála (député) du Fianna Fáil pour la circonscription de Galway South lors de l'élection partielle de 1958 causée par la mort de Patrick Beegan du Fianna Fáil, qui était son oncle.
Il est réélu aux élections générales de 1961 et 1965 pour la circonscription de Galway East. Il n'est pas candidat pour les élections générales de 1969.